# MI9
MI9 — аббревиатура от англ. Military Intelligence, Section 9 (Военная разведка, Секция 9), — спецслужба Великобритании, действовавшая в 1939—1945 годах, основной функцией которой было содействие побегам из плена британских военнопленных, а также военных, оказавшихся на оккупированной неприятелем территории (в частности, сбитых лётчиков и военнослужащих, оставшихся на континенте после битвы при Дюнкерке). В задачи MI9 также входило поддержание контактов с британскими военнопленными и отправка им рекомендаций и оборудования.

## Создание
MI9 официально была создана 23 декабря 1939 года майором (впоследствии бригадиром) Норманом Крокеттом, ранее служившем в Королевском шотландском  полку. В декабре 1940 года из MI9 выделилась в качестве самостоятельной организации MI19 — спецслужба, которая отвечала за получение информации от вражеских военнопленных. Штаб-вартира MI9 поначалу располагалась в номере 424 отеля «Метрополь» на Нортумберленд-авеню в Лондоне. Штат MI9 был недоукомплектован, а финансирование урезано из-за конкуренции за ресурсы с МИ-6 (в лице заместителя начальника, сэра Клода Дэнси), Управлением специальных операций и Военным исполнительным органом.
Поскольку помещений в «Метрополе» для нужд спецслужбы не хватало, ей был выделен дополнительно один этаж в отеле The Landmark London, напротив вокзала Мэрилбон, где проводились допросы военнопленных. которым удалось вернуться в Великобританию из плена. Позже штаб-квартира MI9 была перемещена в Уилтон Парк, Биконсфилд, графство Бакингемшир.

## Деятельность на Ближнем Востоке
В конце 1940 года подполковник (впоследствии бригадир) Дадли Кларк прибыл в Каир по просьбе главнокомандующего британскими войсками на Среднем Востоке генерала Уэйвелла. Официально миссия Кларка заключалась в проведении мероприятий по маскировке британских частей, но это было «прикрытие» для его подлинной миссии по руководству деятельностью MI9 на Ближнем Востоке. В рамках своей миссии Кларк создал отдел «A», формально занимавшийся маскировкой и одновременно служивший прикрытием для деятельности MI9 в регионе до конца войны.

## Содействие побегам военнопленных
MI9 разрабатывала и доставляла в лагеря военнопленных различные приспособления для побегов. Многие из этих приспособлений были изобретениями офицера Кристофера Хаттона. В частности, среди этих приспособлений были компасы, которые монтировались внутрь карандашей или пуговиц на одежде. При изготовлении этих карандашей Хаттон использовал левую резьбу, в расчёте на то, что в случае обнаружения немцы будут поворачивать их вправо, тем самым завинчивая их. Хаттон организовал изготовление специальных карт для  побегов, которые печатались на шёлке для бесшумности использования, и маскировались как носовые платки. Для лётных экипажей он разработал специальные ботинки с съёмными легинсами, которые могли быстро принимать вид гражданской обуви, с полыми каблуками, в которых размещались пакеты с пищевыми концентратами. Некоторые из мундиров, которые отправлялись военнопленным, также могли быть легко трансформированы в гражданские костюмы. Военнопленные, находившиеся в замке Кольдиц, запросили и получил полный поэтажный план замка.
Хаттон также разработал специальный «нож беглеца», оснащённый прочным лезвием, отверткой, тремя пилками, отмычкой и приспособлением для разрезания проводов.
MI9 пользовалась услугами известного иллюзиониста Джаспера Маскелайна для разработки приспособлений маскировки средств для побега, включая инструменты, скрытые в битах для крикета, пилки в расческах, карты местности, скрытые в игральных картах и деньги, скрытые в настольных играх.
MI9 также тайно доставляла в лагеря военнопленных фальшивые немецкие удостоверения личности, талоны и путевые листы.
Доставку средств побега в лагеря военнопленных MI9 осуществляла путём передачи в посылках от различных, как правило, несуществующих, благотворительных организаций. При этом MI9 не использовала посылки от имени Международного Красного Креста, чтобы не нарушать Женевскую конвенцию 1929 года. MI9 передавала свои посылки по каналам, которые не контролировались немцами, либо с возможностью заблаговременно удалить из посылок средства побега. Со временем охрана лагерей военнопленных научилась выявлять «нежелательные» вложения в посылки. Бывший британский военнопленный Пэт Рейд, содержавшийся в замке Кольдиц, описывает в своих мемуарах, как однажды немецкий охранник уронил на пол посылку, из которой посыпались деньги и поддельные удостоверения личности. После этого остальные заключённые начали разрывать свои посылки в надежде, что они найдут там средства для побега, уничтожая их содержимое.
Во время второй мировой войны на юге Китая связанная с MI9 организация British Army Aid Group помогала британским военнопленным, содержавшимся в японских лагерях, бежать в Китай.

## В массовой культуре
В научно-фантастическом сериале BBC «Секретные агенты», название MI9 (стилизованное под M.I.9) используется для вымышленной секретной британской разведслужбы, которая является своего рода комбинацией MI5 и MI6 и осуществляет операции, которые в реальном мире выполняются этими двумя спецслужбами.